# Callicore felderi
Callicore felderi é uma borboleta neotropical da família Nymphalidae que se distribui pelo Equador e Peru. Foi catalogada como Catagramma felderi em 1864 por William Chapman Hewitson. Apresenta, vista por baixo, asas posteriores com coloração predominantemente amarela, porém com um padrão um pouco diferente das outras espécies de Callicore; sem formar um desenho de 08/80 (quando o inseto está voltado para a esquerda ou direita). O padrão geral é de uma faixa central de coloração negra, contendo de sete a, mais comumente, oito pontuações de coloração branca em sua extensão. Não possui muitos contornos em azul claro na borda das asas anteriores e posteriores. Em vista superior, a espécie apresenta um padrão muito similar; com suas duas subespécies diferindo pela coloração das manchas circulares das asas anteriores: em felderi a mancha é alaranjada e em cajetani esta é vermelha. As asas posteriores apresentam marcação azul metálica em ambas as subespécies.

## Hábitos
Adultos de Callicore felderi sugam frutos em fermentação e minerais dissolvidos da terra encharcada em trilhas ou praias fluviais, podendo ser encontrados em ambiente de floresta tropical de várzea e em altitudes que vão de 200 a 1.500 metros na cordilheira dos Andes. São geralmente solitários. Possuem voo rápido e poderoso em distâncias curtas.

## Subespécies
- Callicore felderi felderi - Descrita por Hewitson em 1864, de exemplar proveniente do Peru.[10]
- Callicore felderi cajetani - Descrita por Guenée em 1872, de exemplar proveniente do Peru.[11][9]